# My1 Cancri
My1 Cancri (μ1 Cancri, förkortad My1 Cnc, μ1 Cnc), som är stjärnans Bayer-beteckning, är en ensam stjärna i västra delen av stjärnbilden Kräftan. Den har en skenbar magnitud av 5,99 och är svagt synlig för blotta ögat där ljusföroreningar ej förekommer. Baserat på parallaxmätning inom Hipparcosuppdraget på ca 4,4 mas, beräknas den befinna sig på ett avstånd av ca 740 ljusår (230 parsek) från solen. På det beräknade avståndet minskar dess skenbara magnitud med 0,28 enheter på grund av interstellärt stoft.

## Egenskaper
My1 Cancri är en röd till orange jättestjärna av spektralklass M3 III. Den har en radie som är ca 34 gånger solens radie och avger ca 1 140 gånger mer energi än solen från dess fotosfär vid en effektiv temperatur på ca 3 600 K.
My1 Cancri är en variabel stjärna och har den variabla stjärnbeteckningen BL Cancri. Det är en långsam oregelbunden variabel med perioder på 22,6, 37,8 och 203,7 dygn.